# Monts du Forez
Les monts du Forez sont une chaîne de montagne du Massif central séparant la vallée de la Dore de la plaine du Forez. Ils culminent à Pierre-sur-Haute à 1 631 mètres d'altitude.

## Toponymie
Le nom du massif vient de la dérivation du « feurais », fossé entourant la ville de Feurs, et séparé de celui d'Ambert par les monts du Forez[réf. nécessaire].
La prononciation du mot diffère entre le versant ouest du massif, occitan auvergnat, et le versant est, compris dans l'aire du francoprovençal. Ainsi, les Auvergnats prononcent For-èz, tandis que les Ligériens prononcent plutôt For-é.

## Géographie

### Situation
Les monts du Forez sont situés dans les départements de la Loire, la Haute-Loire et du Puy-de-Dôme. Le massif est situé au nord-ouest de la ville de Saint-Étienne et au sud-est de Thiers. Il domine la plaine du Forez (située à l'est) et la vallée de la Dore (située à l'ouest).
Vus de la plaine du Forez, ces monts sont à l'ouest, côté soleil couchant : ils sont donc surnommés « les montagnes du soir ».

### Topographie

#### Points hauts et cols
- Pierre-sur-Haute

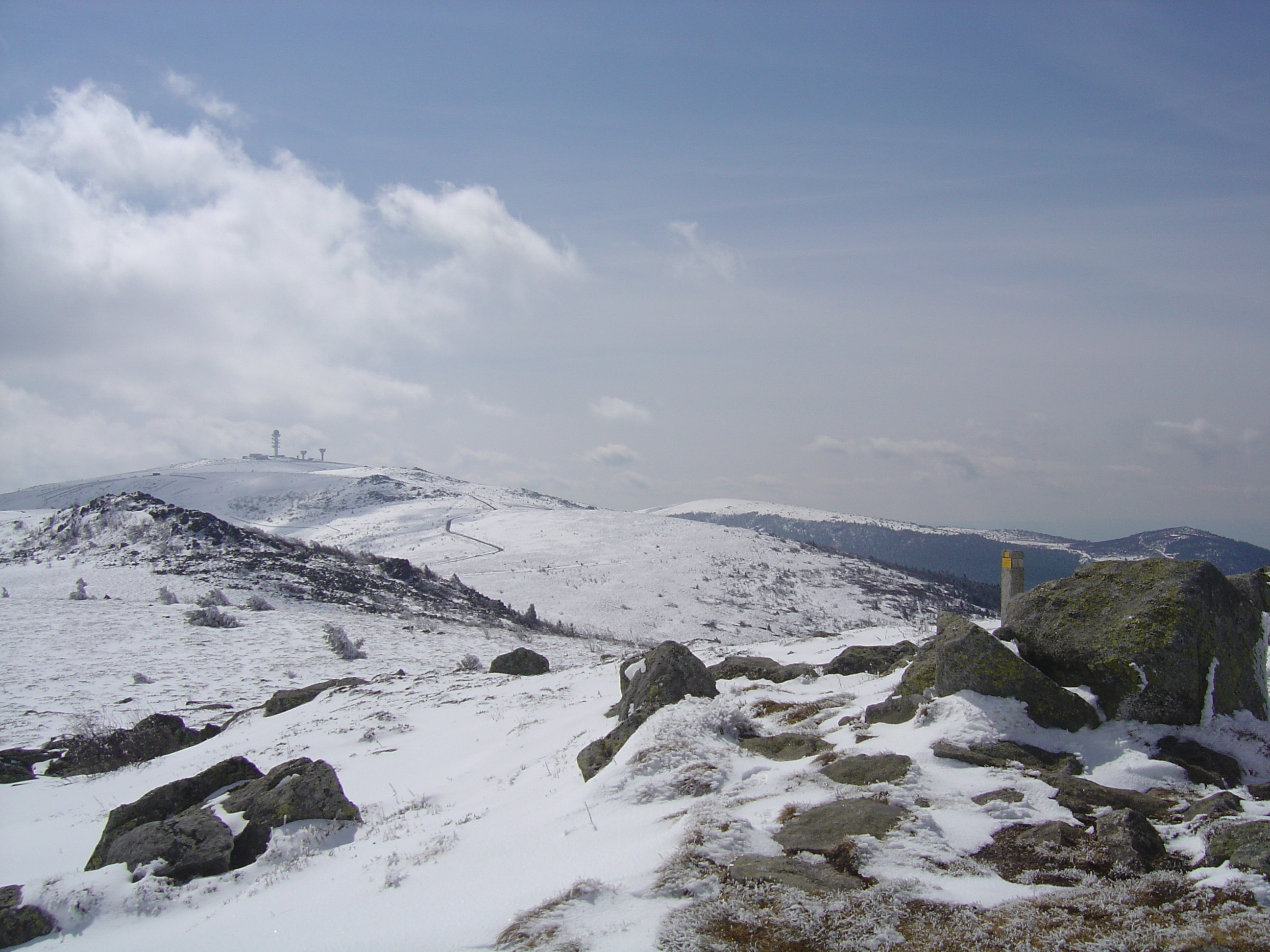
Pierre-sur-Haute depuis le sommet de Peyre-Mayou.

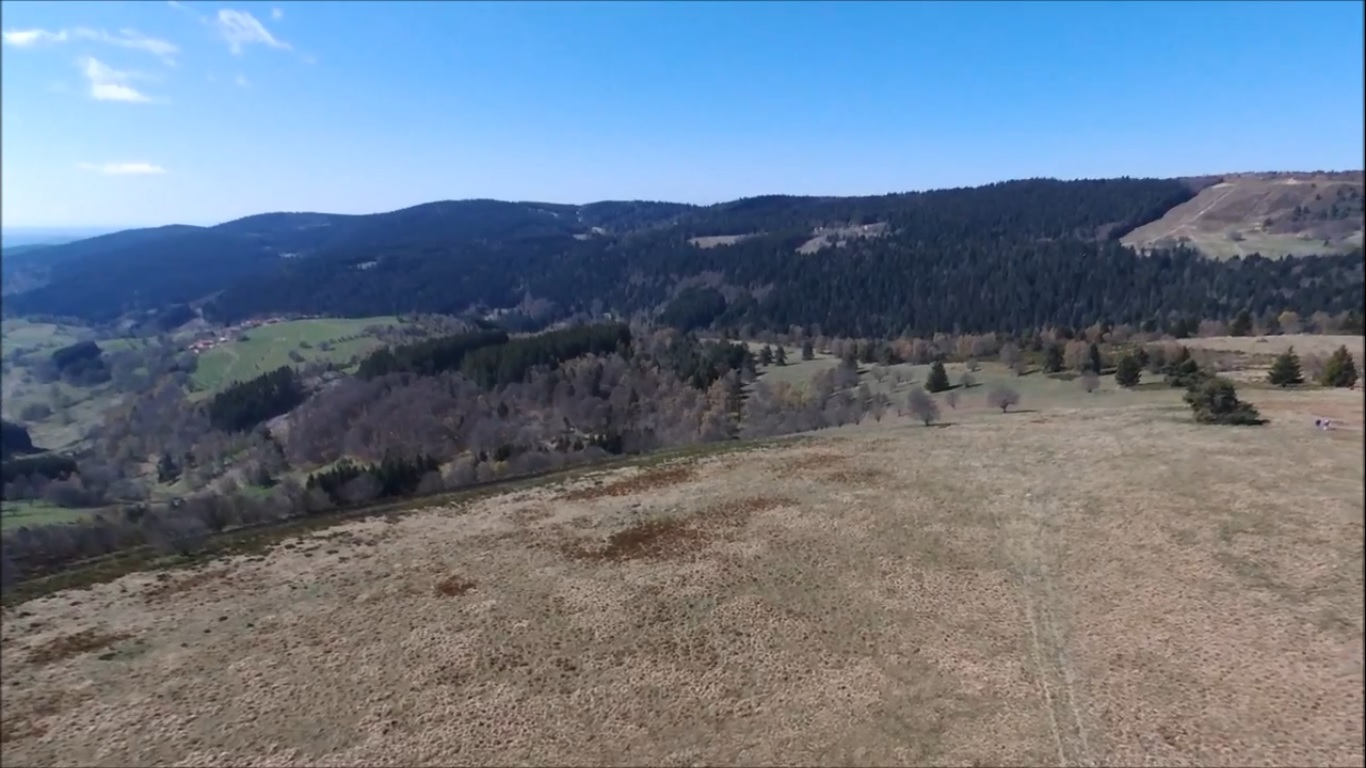
Crêtes du Forez en direction du sud.

C'est le point culminant du Forez et du département de la Loire à 1 631 m d'altitude.
- Montagne de Monthiallier, ou mont Thiallier

Second plus haut sommet du massif avec 1 557 m d'altitude.
- Roche Gourgon

Sommet situé au sud de Pierre-sur-Haute sur la commune de Roche et qui culmine à 1 420 m d'altitude.
- Col du Béal

Col situé à 1 387 m d'altitude qui délimitait deux anciennes régions, l'Auvergne et Rhône-Alpes. De ses versants on peut découvrir des paysages de lande appelés Hautes Chaumes.
- Col des Supeyres

Col situé à 1 365 m d'altitude.
- Puy de Montoncel

À l'extrémité nord des monts du Forez, à la limite de la Montagne bourbonnaise, il est le point culminant des Bois Noirs, à 1 287 m d'altitude.
- Col de Baracuchet

Col situé à 1 264 m d’altitude.
- Col de la Loge

Col situé à 1 252 m d'altitude.
- Col des Pradeaux

Col situé à 1 195 m d'altitude.

#### Cours d'eau
Les monts du Forez sont traversés par la rivière Ance qui prend sa source dans les contreforts de Pierre-sur-Haute et découpe le massif en deux. Le Lignon du Forez affluent de la Loire, commence son ruissellement dans les monts du Forez. Le Couzon et le Faye sont des affluents de la Dore qui traversent la chaîne.

### Géologie
Le socle des monts du Forez est constitué de roches magmatiques (granites) et métamorphiques (gneiss). L'édification de la chaîne s'est réalisée à l'Ère primaire. Au Tertiaire, le cycle alpin a créé le relief actuel avec des monts et des vallées. Cet épisode se termine par une phase volcanique Miocène. Puis les glaciations du Quaternaire ont érodé le paysage pour donner la forme actuelle.

### Climat

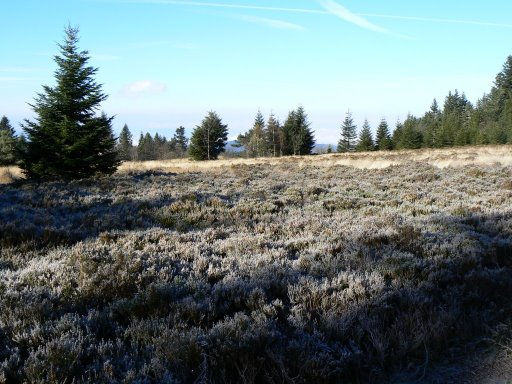
Landes sur les Hautes Chaumes.

Les monts du Forez forment une barrière climatique particulière. Le climat au caractère continental affirmé se découpe en trois zones distinctes :
- Sur les crêtes, l'altitude, la neige, les vents empêchent la forêt de progresser : c'est l'influence d'un climat montagnard. La végétation se compose de plantes d'altitude.
- Autour de cette zone montagneuse, l'influence du climat continental est très marqué. Les hivers sont froids et souvent accompagnés de fortes précipitations de neige. La végétation est composée de conifères, de fougères, de genêts...
- En descendant du côté oriental, vers la plaine du Forez, le climat est plus chaud. La pluviométrie est relativement faible (effet de foehn). Cela permet la culture de vignobles (Côtes-du-forez).

### Faune et flore

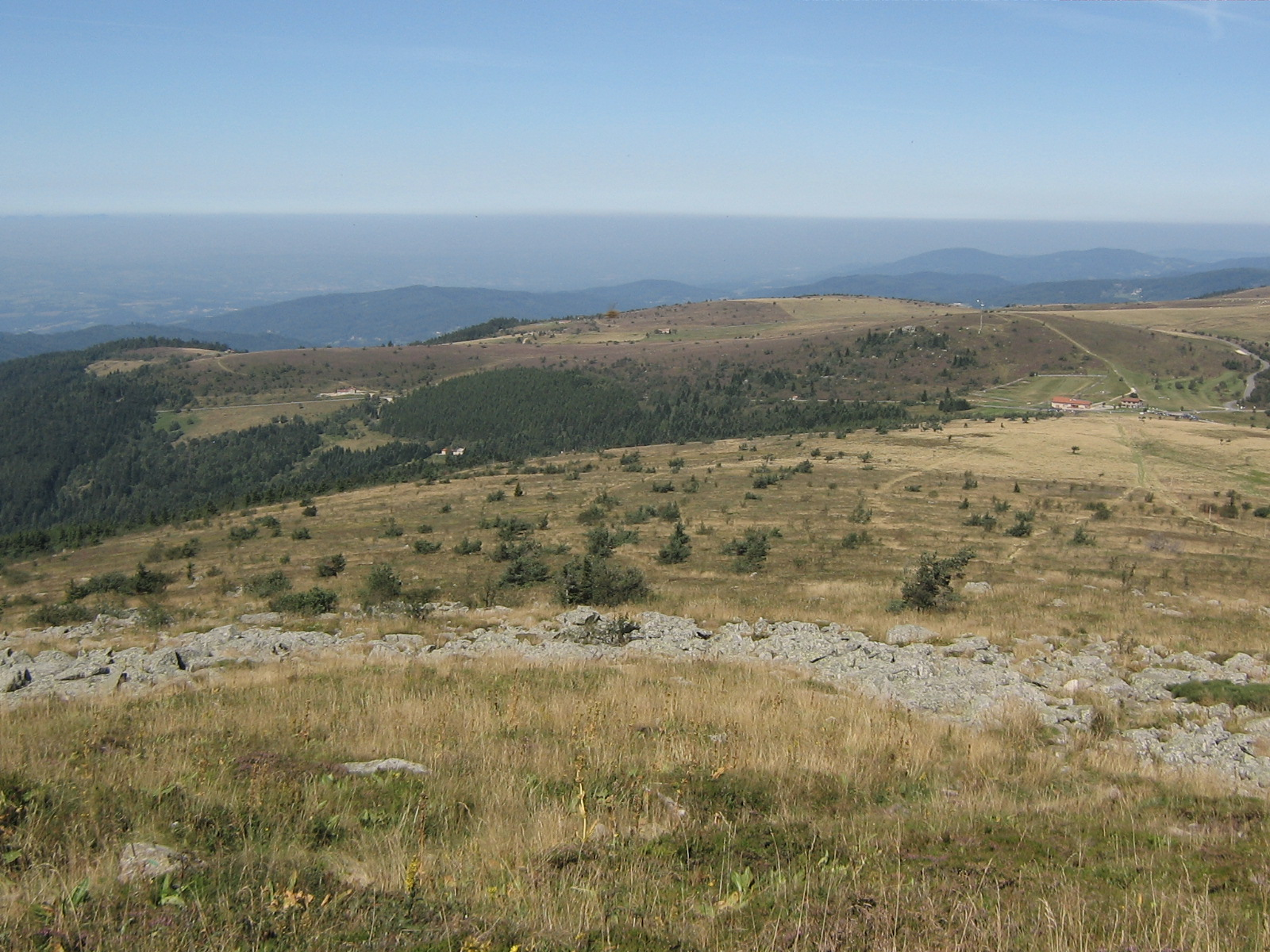
Aspect des Hautes Chaumes (montée à Peyre Mayou depuis le col du Béal).

Les monts du Forez forment un milieu naturel diversifié où l'on peut distinguer un étagement marqué de différents biotopes. L'étage inférieur, de type montagnard est formé par des pinèdes et des forêts de hêtres et de sapins relativement denses, ouvertes par des zones agricoles montagnardes, essentiellement tournées vers l'élevage.
L'ensemble laisse place, au-delà de 1 400 mètres, à de vastes plateaux d'altitude : les Hautes Chaumes. Cet étage de type subalpin est composé de landes parsemées de tourbières. Certains de ces plateaux herbacés sont pâturés, permettant le mélange des graminées, canche flexueuse, fétuques et arbrisseaux (callune, myrtille, genêt poilu, lycopodes). Les tourbières offrent une diversité floristique d'un intérêt particulier où les andromèdes à feuille de polium se mêlent aux sphaignes, canneberges et potentilles des marais. Quelques plantes carnivores comme la grassette à grandes fleurs et des laîches sont également présentes,.
Les bois hébergent le pic noir, le plus grand pic d’Europe avec ses 45 centimètres de longueur. On y trouve également le grand corbeau et, dans une moindre mesure, la bécasse des bois.
De par cette diversité, ces espaces sont classés comme zone naturelle d'intérêt écologique, faunistique et floristique,, et les Hautes Chaumes, comme site Natura 2000.

## Histoire
Historiquement le Forez est une ancienne province de France, qui correspond approximativement à la partie centrale du département de la Loire et une partie du département de la Haute-Loire et du Puy-de-Dôme. Avec l’abolition de la royauté le 21 septembre 1792 et la proclamation de la « patrie en danger » (Première Coalition), un climat de guerre civile s’installe : les prêtres réfractaires et les communautés religieuses sont expulsés, les registres paroissiaux confisqués. Les Clarisses et les prêtres réfractaires de Montbrison se réfugient dans les monts du Forez, où ils sont cachés par les paysans.

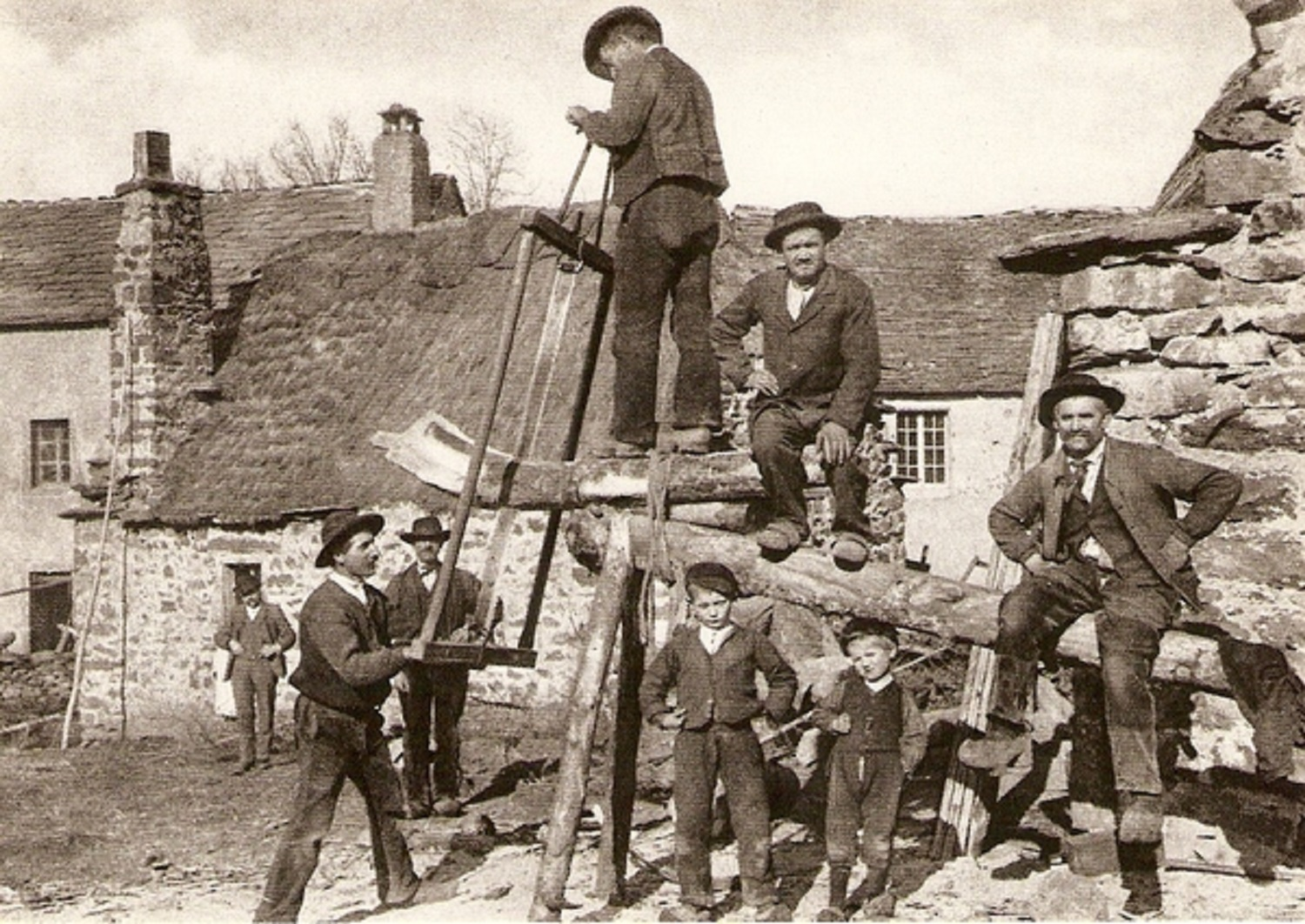
Scieurs de long du Forez vers 1900.

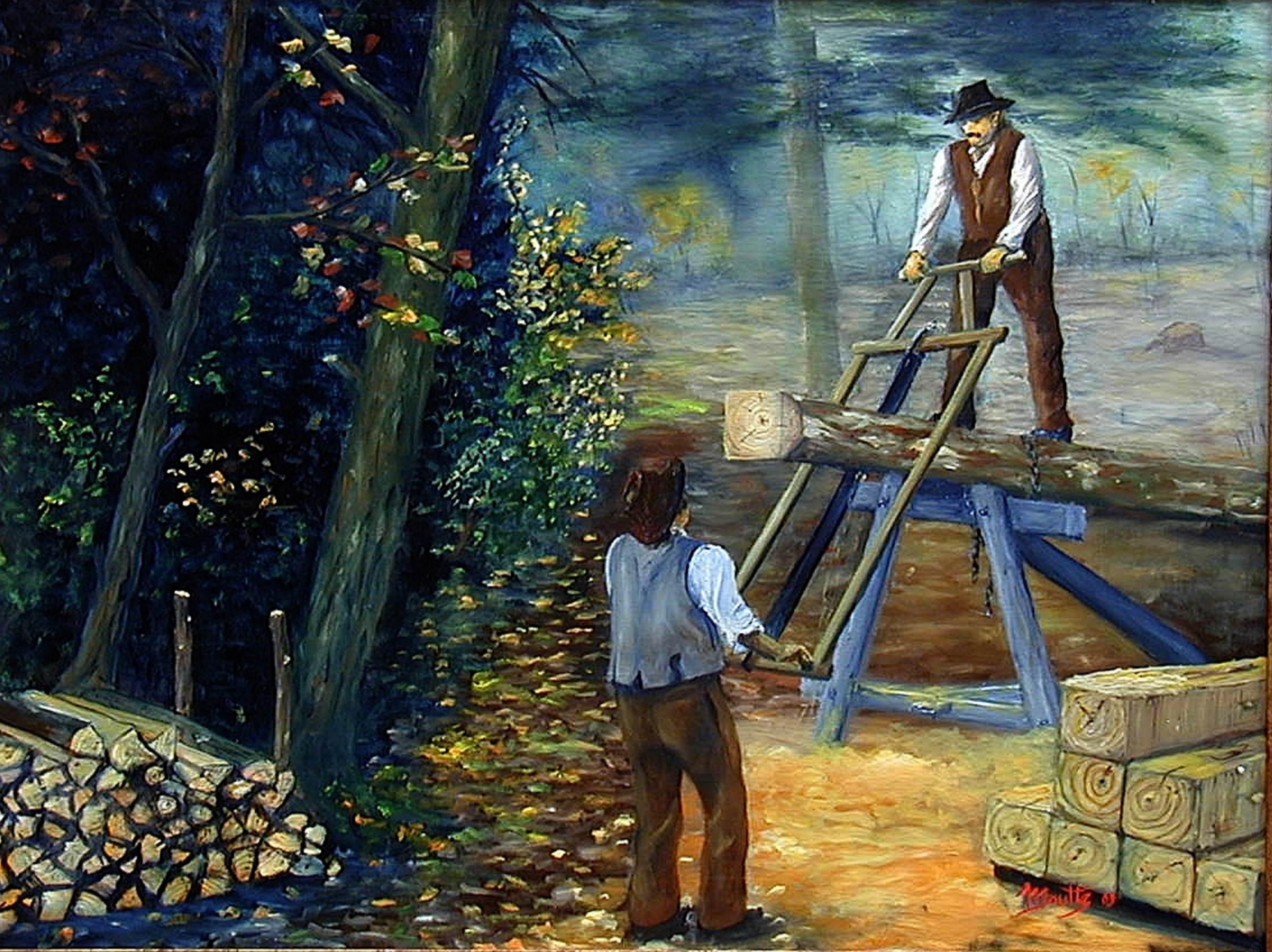
Scieurs de long du Forez dans la montagne de Lure.

Venus des monts du Forez, les scieurs de long partaient à la scie de la Saint-Michel à la Saint-Jean vers des climats plus méridionaux. La montagne de Lure, suivie du mont Ventoux, furent un de leurs lieux de prédilection. Organisés en brigades, venant du même village et souvent parents, ils apportaient leurs scies pour débiter les troncs des hêtres en planches. Même si quelques-uns avaient fait le voyage au cours du XVIIIe siècle, le gros de leur contingent vint travailler dans les forêts de Lure à partir du premier Empire, où à Saint-Étienne-les-Orgues la population passa de 700 habitants, en 1806, à 1 326, en 1836. Leurs carnets d'ouvriers, obligatoirement visés par les autorités, ont permis de connaître leurs noms et leurs lieux d'origine. Ils arrivaient de Saillant, Usson-en-Forez et Saint-Julien-Chapteuil. Ils se nommaient Allivot, Savinel, Courveille, Jouvet, Bouillon ou Faveral et leurs patronymes se retrouvent encore sur place quand ils ont fait souche. Installés, ils devenaient marchands de bois ou de vin.

## Activités

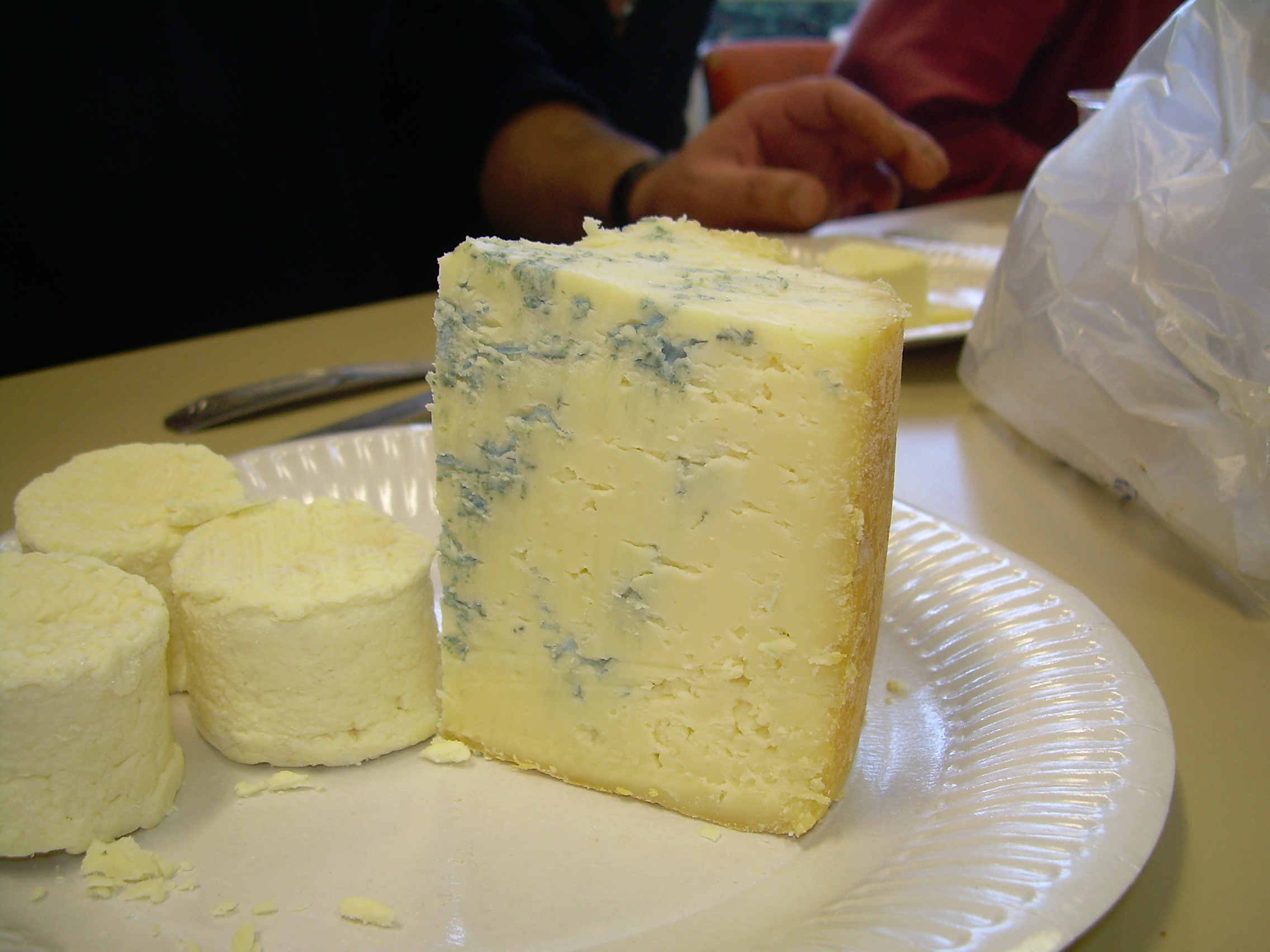
Fourme de Montbrison.

### Agriculture et économie locale
L'activité agricole est presque exclusivement dédiée à l’élevage bovin. La production est aussi bien destinée à la viande qu’au lait. Le lait produit par le pâturage d’estive sur les Hautes Chaumes est transformé en fourme de Montbrison, ou en fourme d'Ambert qui sont des fromages AOC.
Sur la partie orientale, proche de la plaine du Forez, un petit vignoble de 200 hectares produit du Côtes-du-forez (également AOC).
L'activité sylvicole est aussi très importante, avec l'exploitation de forêts de conifères.

### Coutellerie

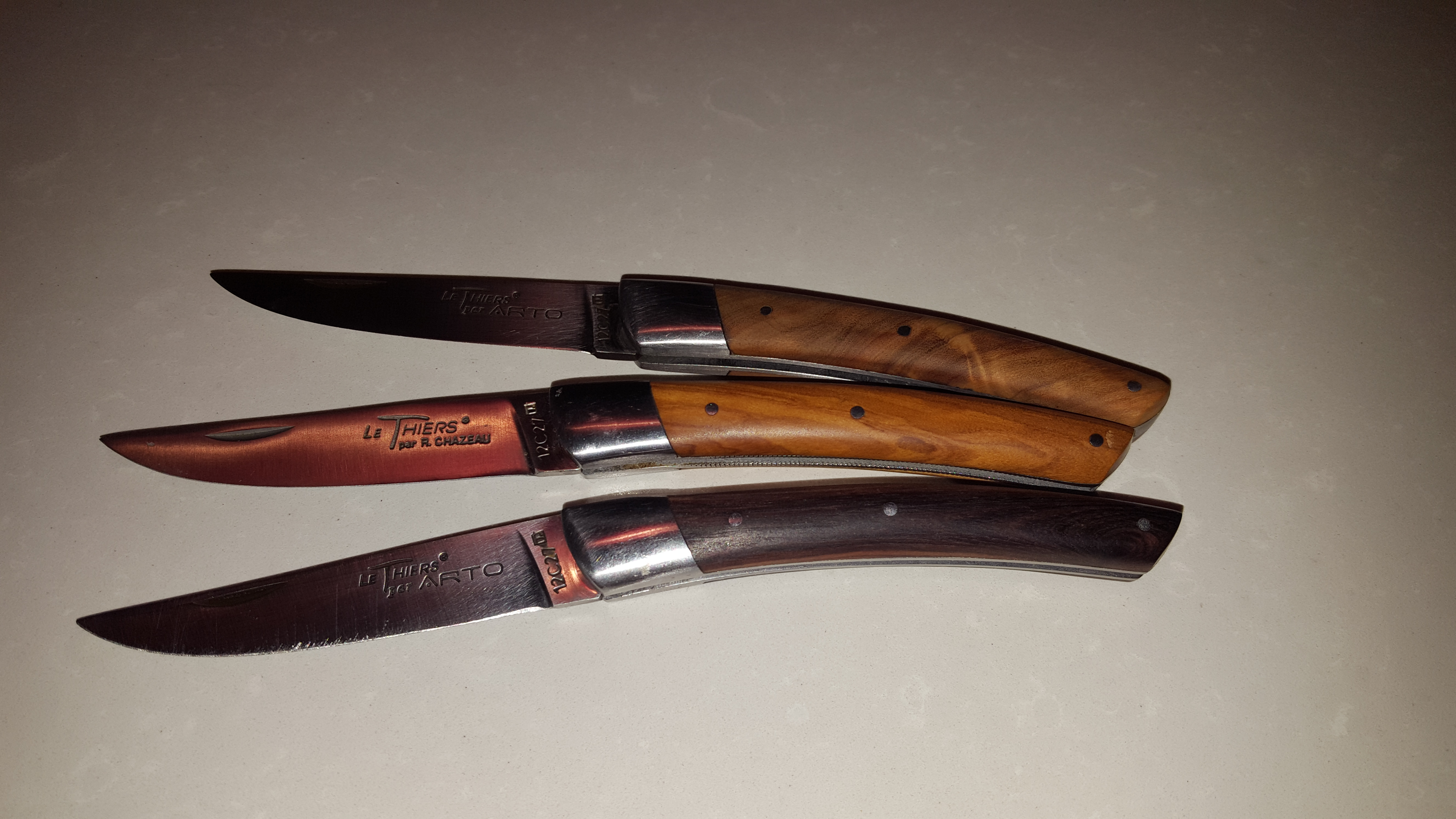
Trois couteaux Le Thiers, entièrement fabriqués dans le bassin thiernois.

La coutellerie est une grande activité pour le nord-ouest des monts du Forez. Ainsi, Thiers est la capitale française de la coutellerie et son bassin qui comprend la vallée de la Durolle est le plus gros bassin coutelier mondial.

### Protection environnementale
Le versant occidental de la chaîne des monts du Forez, dans le département du Puy-de-Dôme, fait partie du parc naturel régional Livradois-Forez. Le 27 juillet 2011, lors de la révision de sa charte, cinq communes de la Loire ont également adhéré au parc.
Proche du sommet de Pierre-sur-Haute, la réserve naturelle régionale des Jasseries de Colleigne protège les landes d'altitudes.

### Tourisme

#### Curiosités

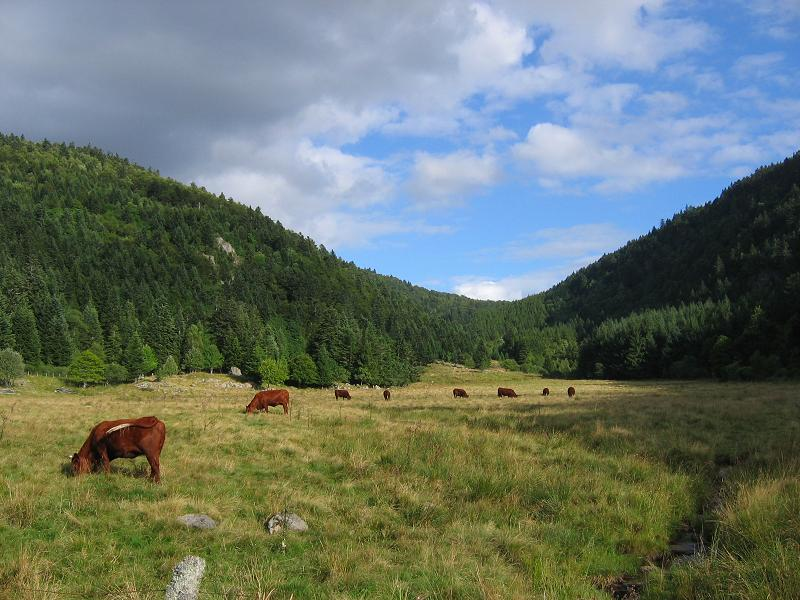
Vallée glaciaire du Fossat.

- Les Hautes Chaumes :

Ces plateaux sommitaux sont recouverts de landes et de tourbières d'altitude.
- La jasserie du Coq-Noir :

C'est une ancienne ferme de transhumance en toit de chaume qui relate la vie pastorale de montagne.
- Le volcan du Montpeloux :

Ancienne carrière d'orgue basaltique reconvertie en théâtre à ciel ouvert.
- La cascade du Creux de l’Oulette
- La vallée glaciaire du Fossat

Cette vallée taillée dans un massif granitique, comporte des blocs erratiques, un fond argileux supportant des tourbières, des falaises abruptes cachées sous la forêt.
- La cascade de Chorsin

#### Stations de ski

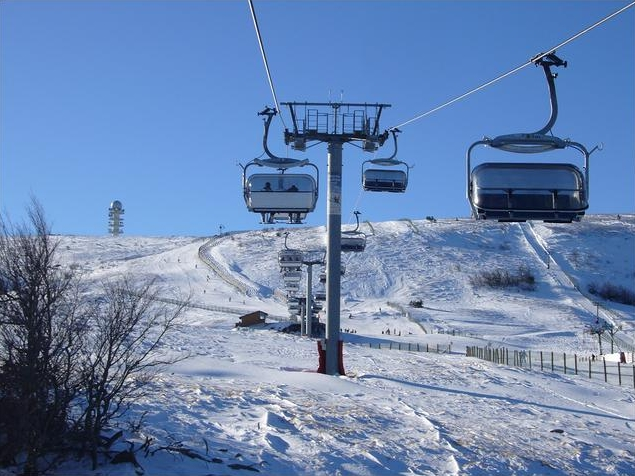
Station de Chalmazel.

- Chalmazel

Chalmazel est une station familiale de ski alpin située dans département de la Loire implantée sur le versant est de Pierre-sur-Haute. Le domaine skiable évolue entre 1 100 m et 1 600 m d'altitude et propose 16 pistes desservies par 1 télésiège débrayable à bulles, 7 téléskis et 1 tapis roulant. L'enneigement complémentaire est assuré par 90 enneigeurs.
- Prabouré

Prabouré est une petite station de sports d'hiver située dans le département du Puy-de-Dôme sur la commune de Saint-Anthème, près du col des Supeyres. Le domaine skiable évolue entre 1 248 m et 1 377 m d'altitude et propose 7 pistes desservies par 3 téléskis et 1 fil neige. L'enneigement complémentaire est assuré par 1 enneigeur.
- Domaine nordique des Crêtes du Forez

Le domaine nordique des Crêtes du Forez permet la pratique de fond sur 200 kilomètres de pistes balisées et damées qui évoluent autour de 1 300 mètres d'altitude sur les crêtes des monts du Forez (120 km au sud et 80 km au nord des Hautes Chaumes). Le domaine dispose de plusieurs sites de départs : col des Pradeaux, col des Supeyres, la Roche, le Brugeron. On peut y pratiquer le ski de fond, le snowkite, la luge et les chiens de traîneaux.
- Col de la Loge, domaine nordique du Haut Forez

Le col de la Loge, situé dans département de la Loire à proximité de Chalmazel, permet la pratique du ski de fond sur le domaine nordique du Haut Forez. Il dispose de 45 kilomètres de pistes balisées et damées qui évoluent entre 1 253 et 1 428 mètres d'altitude entre forêts et clairières sur les crêtes des monts du Forez. Le site est labellisé « Nordique France » et propose une boucle verte de 3 km, une boucle bleue de 6 km, une boucle rouge de 9 km et deux boucles noires de 12 et 15 km. Le col de la Loge dispose également de 4 itinéraires de balade en raquettes de 4 à 11,5 km et de deux pistes de luges.
Les stations des monts du Forez demeurent moins connues et moins fréquentées que leurs homologues auvergnates.

#### Châteaux
- Château de Chalmazel :

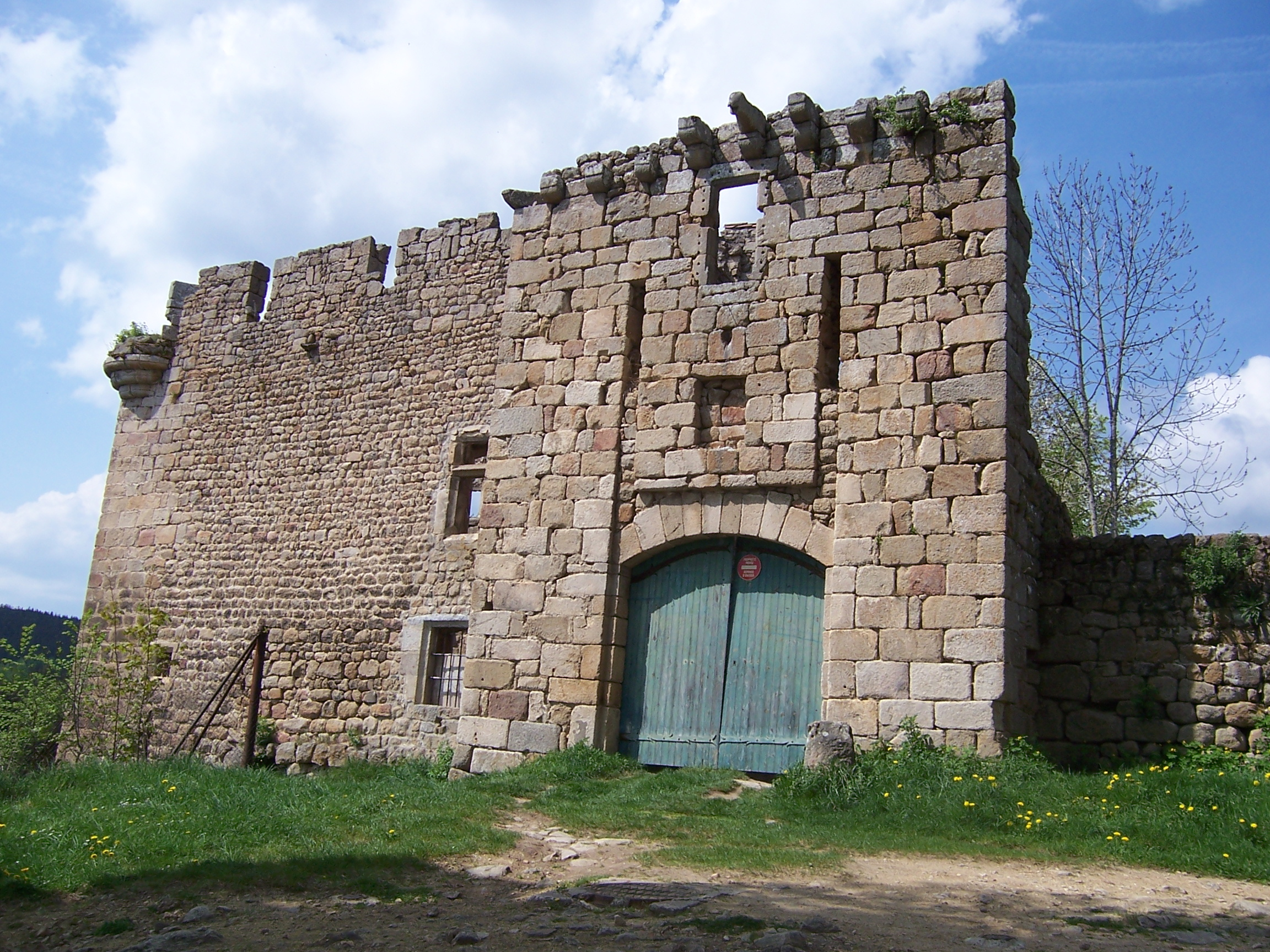
Château de Viverols.

C'est une forteresse qui fut construite à partir de l'an 1231, par le seigneur Arnaud de Marcilly.
Le château, d'aspect médiéval, a conservé des éléments de la maison forte de l'an 1231, mais avec toutes les modifications et ajouts successifs apportés par les Talaru au cours des siècles : meurtrières, base des murailles, donjon, chemin de ronde à mâchicoulis. Il possède aussi des éléments Renaissance : façade, cour intérieure, galeries, chapelle.
- Château de Couzan :

C'est une forteresse médiévale construite sur un promontoire rocheux du village de Sail-sous-Couzan. Il a été bâti au XIe siècle par les premiers seigneurs de Couzan. C'est un remarquable exemple d'architecture militaire défensive du Moyen Âge. Il offre une vue panoramique, sur une grande partie de la plaine du Forez, sur la vallée encaissée du Lignon, les monts du Forez et les monts du Lyonnais.
- Château du Pirou :

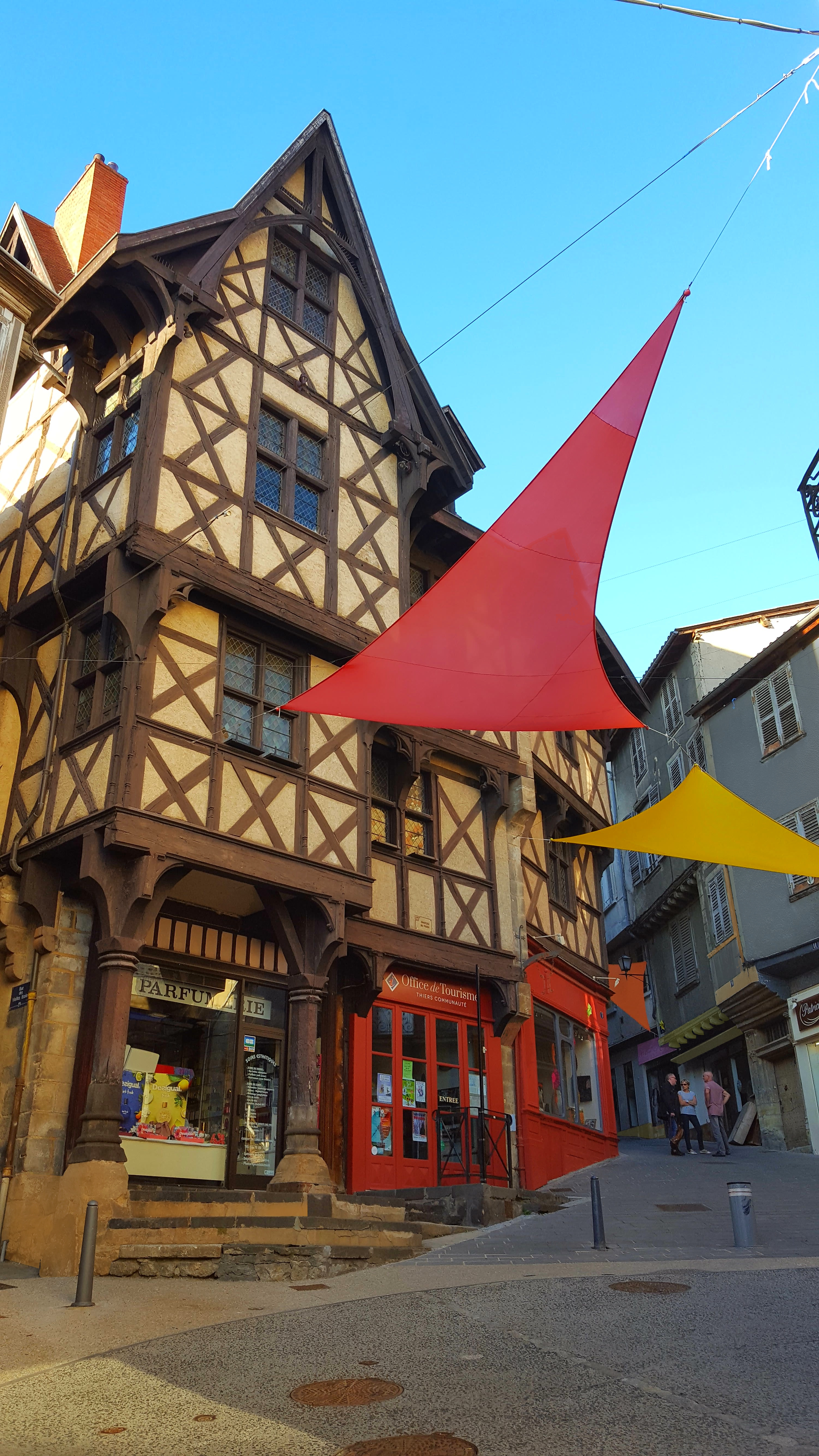
Le château du Pirou en 2017.

C'est une demeure seigneuriale médiévale située dans la cité médiévale de Thiers. Le château du Pirou a été construit en 1410 par Louis II de Bourbon, seigneur de Thiers, pour servir de résidence à ses gouverneurs, il héberge aujourd'hui l'office de tourisme de Thiers. Des personnages célèbres s'y sont rendus comme le roi François Ier ou George Sand lors de leur passage à Thiers.
- Village médiéval de Viverols

## Dans la culture
Le poète Guillaume Decourt a vécu à Chenereilles dans les monts du Forez durant son adolescence. Il évoque le village et la région dans plusieurs de ses ouvrages.
On retrouve des descriptions des monts du Forez à travers la tétralogie jeunesse d'Hélène Montardre, Océania, comme on le voit dans les images de la station (fictive) scientifique européenne de Landvik.